# 무형자산
무형자산(無形資産)은 비유동자산 중의 하나이다. 기업의 영업활동 과정에서 장기간에 걸쳐 사용되어 미래의 경제적 효익이 기대되는 자산으로, 유형자산과의 차이점은 물리적 형태가 없는 무형의 자산이다.

## 종류
무형자산의 종류로는 영업권, 산업재산권(특허권, 디자인권, 상표권 등), 광업권, 개발비, 소프트웨어 등이 있다.
- 영업권
- 산업재산권
- 개발비
- 라이선스
- 프랜차이즈
- 저작권
- 컴퓨터소프트웨어
- 임차권리금
- 광업권
- 어업권

## 같이 보기
- 지식 재산권
  - 저작권
  - 특허
  - 상표
  - 영업 비밀
- 영업권